# Nihoa tatei
Espèce
Nihoa tatei est une espèce d'araignées mygalomorphes de la famille des Barychelidae.

## Distribution
Cette espèce est endémique de la province de Baie Milne en Papouasie-Nouvelle-Guinée,. Elle se rencontre sur le mont Dayman.

## Description
La femelle holotype mesure 11 mm

## Étymologie
Cette espèce est nommée en l'honneur de Geoffroy M. Tate (1898-1964).

## Publication originale
- Raven, 1994 : Mygalomorph spiders of the Barychelidae in Australia and the Western Pacific. Memoirs of the Queensland Museum, vol. 35, no 2, p. 291-706 (texte intégral).